# Ciega a citas
Ciega a citas é uma telenovela espanhola escrita por Verónica Fernández, foi produzida pelo canal Cuatro em colaboração com a Big Bang Media e protagonizada por Teresa Hurtado de Ory. É uma adaptação da telenovela argentina Ciega a citas. Foi exibida de 10 de março a 26 de setembro de 2014.

## Enredo
Conta a história de uma mulher em busca de um namorado para levar no casamento da sua irmã, que deve ocorrer dali 258 dias. Durante a história surgem nada menos que dez pretendentes, e a dúvida do espectador é com quem ela vai terminar.

## Elenco
- Teresa Hurtado de Ory ... Lucía González Soler
- Elena Irureta ... Maruchi Soler
- Arancha Martí ... Irene Zabaleta Soler
- Joaquín Climent ... Zabaleta
- Miguel Diosdado ... Rodrigo Carrión
- Belinda Washington ... Pilar Aranda Serrano
- Luis Fernando Alvés ... Ángel González
- Octavi Pujades ... Carlos Rangel
- Álex Gadea ... Sergio Feo
- Marta Nieto ... Natalia Valdecantos
- Ramón Pujol ... Miguel Ayala
- Rubén Sanz ... Raúl Estévez
- Rebeca Salas ... Críspula "Kris" Soto
- Nico Romero ... Simón Lozano
- Jorge Roelas ... Adolfo Morcillo

## Prêmios
| Ano  | Prémio             | Categoria         | Resultado |
| ---- | ------------------ | ----------------- | --------- |
| 2015 | Emmy Internacional | Melhor Telenovela | Indicado  |